# Trpný rod v češtině
Tato stránka popisuje tvoření a použití trpného rodu v češtině
Trpný rod sloves (pasivum) patří mezi tzv. deagentní větné struktury. Používá se ve větách, kde původce děje (agens) není shodný s podmětem. V češtině existují dva způsoby tvoření:
- opisné pasivum (tvar složený) – např. auta jsou vyráběna;
- zvratné pasivum (tvar zvratný) – např. auta se vyrábějí.

Oba způsoby se liší různým stylovým využitím a nejsou vždy plně zaměnitelné.

## Opisné pasivum

### Tvoření
Opisné (složené, analytické) pasivum se tvoří tvary pomocného slovesa být a příčestí trpného.
Pomocné sloveso být může nabývat tvarů všech osob, časů i způsobů včetně infinitivu:
- být chválen; jsem chválen, je chválen; byl chválen; bude chválen; byl by chválen; buď chválen atd.

Pomocné sloveso slouží k vyjádření výše uvedených mluvnických kategorií (osoba, číslo, čas, způsob). Vlastním nositelem děje je však příčestí trpné. Tvoří se od plnovýznamových sloves sufixem -n nebo -t a rodovými koncovkami:
| Jednotné číslo | Jednotné číslo | Jednotné číslo | Množné číslo       | Množné číslo                      | Množné číslo |
| Mužský rod     | Ženský rod     | Střední rod    | Mužský rod životný | Mužský rod neživotný & ženský rod | Střední rod  |
| bit dělán      | bita dělána    | bito děláno    | biti děláni        | bity dělány                       | bita dělána  |

Příčestí se musí vždy shodovat v rodě a čísle s podmětem (viz též Mluvnická shoda):
- dům je stavěn, budova je stavěna, dítě bylo pochváleno; žáci byli potrestáni, hradby budou zbourány, města byla zakládána

### Zápor
Záporka ne- se připojuje k pomocnému slovesu být a příčestí zůstává v kladném tvaru:
- nebyl nalezen, nebude schváleno, nejsme chváleni

Zcela výjimečně, má-li k tomu mluvčí zvláštní stylový důvod, může být záporka připojena k příčestí:
- Byla jsem neobsazována, přeobsazována, alternována.

### Použití
Opisné pasivum v češtině může být vnímáno jako poněkud knižní (zejména má-li příčestí spisovnou podobu), někdy až neosobní (bylo mi řečeno). Časté bývá v úřední řeči: bylo rozhodnuto, bude vyhověno.
Využívá se často v situacích, kdy není kladen důraz na původce děje: zloděj byl dopaden (vs. policie dopadla zloděje), byl zvolen prezidentem (vs. lidé ho zvolili prezidentem).
Opisné pasivum bývá zpravidla jediným přiměřeným prostředkem k vyjádření, že konatelem (původcem) je neurčitá přírodní, sociální či duševní síla:
- Zdálo se mi, že mé vnitřnosti jsou trhány na kusy.
- Sociálně slabí občané jsou vytlačováni na okraj společnosti.
- Někteří lidé jsou neustále puzeni ke lhaní.

Opisné pasivum se tvoří především od sloves, která mají v aktivu přímý předmět (v akuzativu, 4. pádě), který se převedením do pasiva stává podmětem:
- Auto (podm.) bylo vyrobeno v Mladé Boleslavi. (pas.) = Auto (předm.) vyrobili v Mladé Boleslavi. (akt.)

U sloves, která přímý předmět nemají, se opisné pasivum tvoří výjimečně:
- Na schůzi o tom bylo diskutováno. = Na schůzi o tom diskutovali.

Opisné pasivum se netvoří od zvratných sloves (dívat se, sednout si atd.). Výjimkou jsou slovesa obávat se, tázat se a dotazovat se. Zvratné zájmeno se při převedení do pasiva vypouští:
- Byl jsem tázán, zda s tím souhlasím. = Tázali se mě, zda s tím souhlasím.

Například větu „ptali se mě“ nelze do pasiva převést.

### Vyjádření původce
Věty s trpným rodem často neobsahují původce děje, obvykle protože není důležitý nebo není znám: Hrad byl postaven ve 14. století.
V opisném pasivu však lze původce vyjádřit, a to nejčastěji jménem v instrumentálu (7. pádu):
- Hrad byl založen Karlem IV. (Čtvrtým) = Karel IV. založil (tento) hrad. (činný rod)
- Požár byl založen neznámým žhářem. = Požár založil neznámý žhář. (činný rod)

V současné době méně častý způsob, který převládal v písemných dokumentech z 15.–19. století, je pomocí předložky od s genitivem (2. pádem):
- Čeští policisté byli informováni od svých německých kolegů. (= svými německými kolegy)

## Zvratné pasivum
Zvratné pasivum, někdy též reflexivní deagentiv, se tvoří přidáním zvratného zájmena se k činnému (aktivnímu) tvaru slovesa:
- dům se staví, auta se vyrábějí, říká se.

Zvratné pasivum má stejné tvary jako zvratná slovesa, která však vyjadřují činný rod: posadil se, přestěhovali se.
Některá slovesa ve spojení se zvratným se vyjadřují podle okolností činný i trpný rod:
- Dveře se samy otevírají ve chvíli, kdy se k nim někdo přiblíží. (činný rod)
- Hlavní vchod školy se otevírá (= je otevírán) čtvrt hodiny před začátkem vyučování. (trpný rod)

Ve větách se zvratným pasivem nelze vyjádřit původce děje. Pokud obsahují jméno v instrumentálu, označuje prostředek k vykonání děje:
- Břemeno se zvedá jeřábem. (= pomocí jeřábu)

Ve větě s opisným pasivem (břemeno je zvedáno jeřábem) může být jeřáb chápán podle okolností jako prostředek (břemeno je zvedáno pomocí jeřábu) i jako původce (jeřáb zvedá břemeno).
Zvratné pasivum se používá téměř výhradně ve 3. osobě: odsuzuje se, neříká se, postavilo se. Jen zcela výjimečně lze použít i jiných osobách: Odsuzujete se na deset let do vězení.
Zvratné pasivum je v mnoha případech synonymní s opisným pasivem. V těchto případech je obvykle vnímáno jako méně knižní:
- Na okraji města se staví mnoho nových domů. = Na okraji města je stavěno mnoho nových domů.

Zvratné pasivum zcela převládá nad opisným pasivem nebo se výlučně používá:
- v bezpodmětných větách: říká se, to se nedělá;
- v návodech: přidají se kvasnice a těsto se nechá kynout.

## Rezultativum
Rezultativum je pasivní konstrukce, která vyjadřuje výsledek (rezultát) nějakého děje. Tvoří se opisně pomocným slovesem být a příčestím trpným nebo – častěji – odvozeným přídavným jménem (adjektivem). Tvar s příčestím je homonymní (shodný) s opisným pasivem a je pociťován jako knižní. Tvoří se výhradně od dokonavých sloves. Příklady:
- Dopis je napsaný / napsán. = Už ho někdo napsal.
- Obora byla ještě před deseti lety oplocená, ale dnes už není po plotu ani stopa.

## Rozlišení pasiva a rezultativa
Zatímco pasivum (trpný rod) vyjadřuje děj, který je podmětu vykonáván, rezultativum vyjadřuje stav, který je výsledkem takového děje. Proto některé mluvnice označují trpný rod jako dějové pasivum a rezultativum jako stavové pasivum.
Zatímco rezultativum obvykle používá tvar přídavného jména, současná spisovná norma češtiny vyžaduje při tvoření opisného pasiva příčestí trpné. Srovnej:
- Dům byl zbourán v roce 1950. = Zbourali ten dům v roce 1950. (děj)
- Na dobových fotografiích vidíme, že v roce 1950 dům ještě stál, ale o deset let později už byl zbouraný. (stav; nehovoří se o tom, v kterém roce demolice proběhla)

Při tvoření opisného pasiva se ve spisovným projevech často chybuje tím, že se příčestí trpné nahrazuje přídavným jménem: Dům byl zbouraný v roce 1950. (Namísto náležitého byl zbourán.) Příčinou je pravděpodobně fakt, že v nářečních útvarech je příčestí trpné vnímáno jako silně knižní tvar a použití adjektivního tvaru je běžnou normou, například v obecné češtině: byl zbouranej. (I ve spisovné slovenštině má příčestí trpné shodný tvar jako přídavné jméno. Rezultativum a opisné pasivum se tvarově neliší.)
Zatímco trpný rod se tvoří od dokonavých i nedokonavých sloves, rezultativum se tvoří jen od sloves dokonavých – jde o výsledek ukončeného děje.